# Aéroport municipal de Wauchula
Pour les articles homonymes, voir CHN.
L'aéroport municipal de Wauchula (code OACI : KCHN • code FAA : CHN) est un aéroport domestique qui dessert la ville de Wauchula siège du comté de Hardee, dans l'État de Floride aux États-Unis.